# Lepoglavec
Lepoglavec is een plaats in de gemeente Klanjec in de Kroatische provincie Krapina-Zagorje. De plaats telt 166 inwoners (2001).